# 라가머핀 (고양이)
라가머핀(Ragamuffin)은 고양이의 품종이다. 랙돌 고양이의 변종이며 1994년에 별도의 품종으로 확정되었다. 라가머핀은 상냥한 품성, 두껍고 토끼털같은 털로 잘 알려져 있다.

## 개요
라가머핀은 근육이 있고 육중한 고양이 종으로서, 완전히 성숙하기까지 약 4~5년의 시간이 필요하다. 이 품종의 육체적 기질의 경우 드넓은 가슴을 갖춘 체형, 짧은 목을 지탱하는 어깨를 들 수 있다. 이 고양이들은 "상당히 중요한" 체형을 가지는 것으로 분류되고 있다. 라가머핀은 어떠한 털색이나 패턴이 올 수 있으며 중간 길이의 털은 배까지 자란다. 털이 두껍고 두툼하지만 관리는 용이한 편이다.
머리는 크고 이마는 조금 둥근 편이고 코는 아래를 향한다.

## 역사
1960년대 평범한 고양이 새끼 몇 마리를 낳은 조세핀(Josephine)이라는 이름의 고양이는 차 사고로 상해를 입고 캘리포니아 대학교의 연구실로 이송되었다. 회복 후 이 고양이의 다음 새끼가 예외적으로 상냥한 고양이들을 낳았다. 이후의 새끼가 더 동일한 성질의 새끼를 낳자 고양이 품종을 담당하던 앤 베이커(Mrs. Ann Baker)는 소유자로부터 여러 고양이를 구매하며 현재의 (오리지널) 래그돌을 만들어내는 일에 착수하였다.
1970년대 중순 오리지널 래그돌 사육자들 중 다수가 떠나자 앤 베이커는 전통 고양이 사육 협회(traditional cat breeding association)들에 퇴짜를 놓기로 결정했다. 오리지널 래그돌과 무관한 새로운 계열의 고양이들에 대해 "래그돌"이라는 이름의 상표 등록을 했고 자신 소유의 기관 국제 래그돌 고양이 협회(IRCA)을 설립하여 해당 이름으로 고양이를 사육하거나 판매하려는 모든 사람에게 엄중한 기준을 내세웠다. IRCA 래그돌은 다른 사육 협회로의 등록이 허용되지 않았다.
1994년, IRCA 사육자 그룹은 점차 늘어나는 엄격한 사육 제한으로 인해 탈퇴 후 자신들만의 그룹을 창설하기로 결정했다. "래그돌"이라는 이름의 앤 베이커의 상표명 때문에 이 그룹은 IRCA 래그돌 고양이를 라가머핀으로 변경하게 되었다.

## 색
라가머핀은 여러 패턴과 색이 있지만 CFA 표준에 따르면 컬러포인트(colorpoint)는 허용되지 않는다. 눈은 단색이며 일부는 이색증을 보이는 경우가 있다.